# Dan Millman
Dan Millman (* 22. Februar 1946 in Los Angeles) ist ein ehemaliger Trampolin-Weltmeister, Sportlehrer und Autor von mehr als einem Dutzend Selbsthilfebüchern, deren bekanntestes ist der teilweise autobiografische Roman Der Pfad des friedvollen Kriegers (1986; zuvor, 1980, auf Englisch als Way of the Peaceful Warrior).

## Leben und Arbeit
Im Alter von 18 Jahren gewann Millman die ersten Trampolin-Weltmeisterschaften, 1964 in London. Vier Jahre später, 1968, war er einer der Führer der Turner der NCAA University of California. Anschließend wurde er Turnlehrer an der Stanford University und Professor für Körpererziehung (physical education) am Oberlin College. Er schloss sich an der Seite von Anthony Robbins der Human Potential Movement an, die darauf abzielt, die individuellen Fähigkeiten jedes einzelnen zu entfalten. In früheren Jahren beschäftigte er sich unter anderem mit Modern Dance und Aikidō. Später, während er um die Welt reiste, studierte er verschiedene Yoga-Techniken und Kampfsportkünste, woraus seine Tätigkeiten als Motivator sowie als Redner und Autor zu spirituellen Themen erwuchsen.
Er unterrichtet seit etwa 20 Jahren Kampfkünste, Yoga und andere mentale oder sportliche Disziplinen. Neben zahlreichen Vorträgen und Kursen schreibt er weiterhin Bücher. Millman lebt mit seiner Frau Joy im Norden Kaliforniens. Er hat drei erwachsene Töchter und zwei Enkelsöhne.

## Der Pfad des friedvollen Kriegers
Der Pfad des friedvollen Kriegers, Millmans erstes Buch, ist ein Roman mit autobiografischen Bezügen und spielt hauptsächlich während seiner College-Jahre. Anfänglich verkaufte sich das Buch nur bescheiden, dies änderte sich angeblich erst 1984, als der Verleger Hal Kramer aus dem Ruhestand zurückkehrte, um das Buch neu zu veröffentlichen und half, es zu einem Bestseller zu machen.
Im Sommer 2006 veröffentlichte Lions Gate Films unter dem Titel Peaceful Warrior eine Verfilmung des Buches mit Scott Mechlowicz und Nick Nolte als Darsteller.

### Inhaltsangabe
Die Geschichte erzählt von einer Zufallsbekanntschaft des jungen Turners Dan Millman mit einem Tankwart. Nachdem Millmans rechtes Bein durch einen Motorradunfall zerschmettert worden ist, wird dieser Tankwart, den Dan „Socrates“ nennt, ein Mentor und spiritueller Lehrer für ihn. Socrates weist dem jungen Mann den Weg, wie er ein Friedvoller Krieger werden könne.

„Ich nenne mich einen Friedvollen Krieger… weil die Schlachten, in denen wir kämpfen, in unserem Inneren sind.“

## Bücher

### In der Reihenfolge des Erscheinens
| Originalausgaben | Deutschsprachige Ausgabe |
| --- | --- |
| Whole body fitness: mind, body, and spirit. 1979, ISBN 0-517-53853-9. | |
| Way of the Peaceful Warrior: A Book That Changes Lives (1980). Fictionalized autobiography. ISBN 0-915811-89-8 | Der Pfad des friedvollen Kriegers. 1. Auflage. Lagato Verlag, Berg, Starnberger See 2008, ISBN 978-3-938956-42-7.                                                                                   |
| Sacred Journey of the Peaceful Warrior (1991). Details the world travels of the character in the above book. ISBN 0-915811-33-2                                                                                         | Die Rückkehr des friedvollen Kriegers. 1. Auflage. Heyne, München 2004, ISBN 3-453-70000-7 (Taschenbucherstausgabe).                                                                                |
| Secret of the Peaceful Warrior: A Story About Courage and Love (1991). Children’s book. ISBN 0-915811-23-5 | Das Geheimnis des friedlichen Kriegers. Eine Geschichte über Liebe und Mut. Falk, Seeon 1992, ISBN 3-924161-59-3.                                                                                   |
| No Ordinary Moments: A Peaceful Warrior’s Guide to Daily Life ISBN 0-915811-40-5 | Die goldenen Regeln des friedvollen Kriegers. Ein praktisches Handbuch. 1. Auflage. Heyne, München 2008, ISBN 978-3-453-70082-6 (Taschenbucherstausgabe).                                           |
| Quest for the Crystal Castle: A Peaceful Warrior Children’s Book (1992). ISBN 0-915811-41-3 | |
| The Life You Were Born to Live: A Guide to Finding Your Life Purpose (1995). ISBN 0-915811-60-X | Die Lebenszahl als Lebensweg. Wie wir unsere Lebensbestimmung erkennen und erfüllen können. Ansata, München 2005, ISBN 3-7787-7297-X.                                                               |
| The Laws of Spirit: A Tale of Transformation (1995) ISBN 0-915811-93-6 | Die universellen Lebensgesetze des friedvollen Kriegers. 1. Auflage. Heyne, München 2005, ISBN 3-453-70022-8 (Taschenbucherstausgabe).                                                              |
| Everyday Enlightenment: The Twelve Gateways to Personal Growth (1998). ISBN 0-446-67497-4 | Erleuchteter Alltag. Die zwölf Entwicklungsschritte des friedvollen Kriegers. 1. Auflage. Ullstein, Berlin 2004, ISBN 3-548-74144-4 (Neuausgabe).                                                   |
| Body Mind Mastery: Creating Success in Sport and Life (1999). ISBN 1-57731-094-2 Frühere Ausgaben: - The Warrior Athlete: Body, Mind & Spirit (1985). ISBN 0-913299-22-7 - The Inner Athlete (1994). ISBN 0-913229-70-9 | Die Kraft des friedvollen Kriegers. 1. Auflage. Ullstein, Berlin 2004, ISBN 3-548-74143-6. |
| Divine Interventions: True Stories of Mysteries and Miracles That Change Lives (with Doug Childers, 2000) ISBN 1-57954-338-3                                                                                            | Begegnungen mit dem Göttlichen. Wahre Geschichten von Wundern, die unser Leben verändern. 1. Auflage. Heyne, München 2006, ISBN 3-453-70037-6 (Zusammen mit Doug Childers. Taschenbucherstausgabe). |
| Living on Purpose: Straight Answers to Life’s Tough Questions (2000) ISBN 1-57731-132-9 | Spirituelle Lebensqualität. Ziele finden, die unser Leben wert sind. 1. Auflage. Heyne, München 2006, ISBN 3-453-70047-3 (Taschenbucherstausgabe).                                                  |
| The Journeys of Socrates (April 1, 2005) Prequel to first book. ISBN 0-06-083302-5 | Socrates. Der friedvolle Krieger. Roman. 1. Auflage. Heyne, München 2007, ISBN 978-3-453-70071-0 (Taschenbucherstausgabe).                                                                          |
| Wisdom of the Peaceful Warrior: A Companion to the Book That Changes Lives (January 2007) | Die Weisheit des friedvollen Kriegers. Die Vollendung auf dem Pfad der Selbstverwirklichung. 1. Auflage. Ansata, München 2007, ISBN 978-3-7787-7338-3.                                              |
| Peaceful Warrior. The Graphic Novel. (2010) | Der friedvolle Krieger. Graphic Novel. 1. Auflage. Ansata, München 2010, ISBN 978-3-7787-7437-3. |
| The hidden school: return of the peaceful warrior (2017) ISBN 978-1-5011-6967-0 | Der friedvolle Krieger und das Geheimnis der verborgenen Schrift. 1. Auflage. Ansata, München 2017, ISBN 978-3-7787-7531-8.                                                                         |

### Thematisch gruppiert
Dan Millman teilt seine Bücher in drei Hauptgruppen ein:
1. Romane zur Inspiration, die einen Überblick bieten:
  - Der Pfad des friedvollen Kriegers.
  - Die Rückkehr des friedvollen Kriegers.
  - Socrates. Der friedvolle Krieger.
  - Der friedvolle Krieger und das Geheimnis der verborgenen Schrift.
2. Nichtfiktionale Bücher:
  - Kernlehren und praktische Anleitungen:
    - Die Weisheit des friedvollen Kriegers. Die Vollendung auf dem Pfad der Selbstverwirklichung.
    - Spirituelle Lebensqualität. Ziele finden, die unser Leben wert sind.
    - Die goldenen Regeln des friedvollen Kriegers. Ein praktisches Handbuch.
    - Die Lebenszahl als Lebensweg. Wie wir unsere Lebensbestimmung erkennen und erfüllen können.
    - Erleuchteter Alltag. Die 12 Entwicklungsschritte des friedvollen Kriegers.
    - Die universellen Lebensgesetze des friedvollen Kriegers. Machtvolle Wahrheiten zur Meisterung des Lebensweges.

  - Besonderheiten und Inspirationen:
    - Die Kraft des friedvollen Kriegers.
    - Begegnung mit dem Göttlichen. Wahre Geschichten von Wundern, die unser Leben verändern.
3. Kinderbücher:
  - Das Geheimnis des friedlichen Kriegers. Eine Geschichte über Liebe und Mut
  - Quest for the Crystal Castle (Bisher nur auf Englisch.)

### Weitere Arbeiten
Dan Millman nahm gemeinsam mit dem Hamburger Elektronik-Duo Vargo den Song "Warriors" auf. Der Track wurde 2010 auf dem Album Precious veröffentlicht und ist auch als Download-EP erschienen.